# Robert Atty Bessing Airport
Robert Atty Bessing Airport är en flygplats i Indonesien.   Den ligger i provinsen Kalimantan Timur, i den norra delen av landet, 1 500 km nordost om huvudstaden Jakarta. Robert Atty Bessing Airport ligger 4 meter över havet.
Terrängen runt Robert Atty Bessing Airport är platt. Runt Robert Atty Bessing Airport är det glesbefolkat, med 20 invånare per kvadratkilometer. I omgivningarna runt Robert Atty Bessing Airport växer i huvudsak städsegrön lövskog.